# Gregorius Nekschot
Gregorius Nekschot (Pseudonym: Gregorius Genickschuss) ist ein umstrittener niederländischer Karikaturist und Kolumnist.

## Pseudonym
In einem Interview vom 21. März 2006 mit dem niederländischen Handelsblad erklärte Nekschot sein Pseudonym: Mit Gregorius  beziehe er sich auf Papst Gregor IX., der die päpstliche Inquisition einführte und Nekschot, (deutsch: Genickschuss), sei eine Methode, die Faschisten und Kommunisten anwandten, um unliebsame Kritiker loszuwerden.

## Werk
Nekschot war ein Bekannter und Mitarbeiter des 2004 von einem muslimischen Fundamentalisten erschossenen Theo van Gogh. Auf dessen Webseite erschienen seine ersten islamkritischen Karikaturen. Nekschots erste Veröffentlichungen erfolgten in Propria Cures, dem ältesten niederländischen satirischen Studentenblatt.
Nekschot karikiert heute vor allem Linke und Muslime, er hat allerdings unter anderem auch Königin Beatrix in kompromittierenden Zeichnungen dargestellt, so dass gegen ihn auch ein Verfahren wegen Majestätsbeleidigung anhängig ist. Er arbeitet unter anderem für die Zeitschrift HP/De Tijd. Bekannt wurde 2005 insbesondere eine Zeichnung, auf der eine „hässliche“ Niederländerin inmitten einer idyllischen niederländischen Landschaft vor einer historischen Windmühle liegt, die ihr Geschlechtsteil entblößt und einen „Moslemextremisten“ gebiert, einen „bärtigen Kobold mit einer Maschinenpistole im Anschlag“.
Seine Karikaturen sind in zwei Bänden Misselijke grappen (deutsch: Üble Witze) im Verlag Uitgeverij Xtra erschienen, demselben Verlag, der auch Theo van Goghs Allah weet het beter (deutsch: Allah weiß es besser) veröffentlichte. Eine Rezension des ersten Bandes vom 31. März 2006, erschienen in der niederländischen Zeitung de Volkskrant, bescheinigte ihm eine „unnötig beleidigende“ Art und Weise seiner dort enthaltenen 149 Zeichnungen, die „grobe Beleidigungen“ seien, „54 gegen Moslems, einige gegen Christen, Juden, Frauen und Farbige“ gerichtet.
Viele seiner Zeichnungen veröffentlicht Nekschot auf seiner Webseite. Die Karikaturen, die zu seiner Verhaftung geführt haben, sind inzwischen entfernt.
Kurz nach Weihnachten 2011 erklärte Nekschot, dass er seine Arbeit einstelle, was Femke Halsema als Verlust für den Rechtsstaat betitelte.

## Ermittlungsverfahren
Gegen Nekschot wird in den Niederlanden seit 2005 wegen des Verdachts auf religiöse und rassistische Beleidigung ermittelt. Nach Meinung der Staatsanwaltschaft habe er in mindestens acht Werken Menschen anderer Hautfarbe oder islamischen Glaubens „diskriminiert und zum gesellschaftlichen Hass angestachelt“. Am 13. Mai 2008 wurde er verhaftet und 30 Stunden festgehalten. Die Verhaftung basierte auf einer Klage des in Holland bekannten Konvertiten und Imamen Abdul Jabbar Van de Ven gegen Nekschot im Jahre 2005.
Nekschot und sein Verleger werden nach eigener Aussage seit längerem aus muslimischen und sogenannten „anarchistischen“ Kreisen mit dem Tode bedroht. Die Identität Neckschots wird daher geheim gehalten. Sein Anwalt, sein Verleger und seine Anhängern sind besorgt, seine Identität könne durch das anhängige Verfahren gelüftet werden. Das Verfahren hat eine landesweite Zensurdebatte hervorgerufen.

## Veröffentlichungen
- Gregorius Nekschot: Misselijke Grappen. Uitgeverij Xtra, 2006, ISBN 90-77766-25-1.
- Gregorius Nekschot: Nekschot schiet door. Misselijke Grappen 2. Uitgeverij Xtra, 2008, ISBN 978-90-77766-64-4.